# Bitstrom
Ein Bitstrom (englisch bitstream) ist eine Bit-Sequenz in zeitlicher Abfolge von unbestimmter Länge.
Er ist die oberflächlichste Betrachtungsweise eines Datenstromes, der bei näherer Betrachtung normalerweise in logische Strukturen gegliedert ist: zunächst in grundlegendere Kleinstrukturen wie Symbole fester Größe – die Bytes (Bytestrom) – und weiter in Blöcke und Datenpakete unterschiedlicher Protokolle und Formate.
Auf digitalen Speichermedien und Datenübertragungskanälen liegen die Daten meist als einzelner Datenstrom vor, repräsentiert z. B. von einem elektrischen Signal. Um mehrere Datenströme einigermaßen gleichzeitig zur Verfügung zu stellen, werden sie abschnittsweise von Multiplexern zu einer einzigen Sequenz verschränkt und auf der anderen Seite von entsprechenden Demultiplexern wieder aufgeteilt, um an unterschiedliche Programme oder Geräte geleitet zu werden.